# Archiearinae
Archiearinae — підродина лускокрилих комах родини П'ядуни (Geometridae).

## Класифікація
У підродині виділяють такі роди:
- Acalyphes
- Archiearides
- Archiearis
- Boudinotiana
- Caenosynteles
- Dirce
- Lachnocephala
- Leucobrephos